# Sergej Iljoesjin

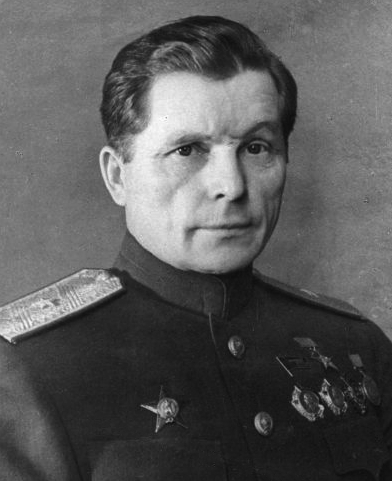

Sergej Vladimirovitsj Iljoesjin (Russisch: Сергей Владимирович Илюшин) (Diljalevo bij Vologda, 30 maart 1894 - Moskou, 9 februari 1977) was een Russische vliegtuigontwerper. Tevens was hij de oprichter van het vliegtuigontwerpbureau Iljoesjin.
Geboren in Diljalevo, Rusland, raakte hij rond 1910 geïnteresseerd in de dan nog zeer jonge luchtvaart. Tijdens de Eerste Wereldoorlog werd Iljoesjin piloot bij de Russische luchtmacht.  Tijdens de Russische Burgeroorlog diende hij in het Rode Leger. In 1926 wordt Iljoesjin vliegtuigtechnicus bij de luchtmacht en hij begint al snel met het ontwerpen van eigen vliegtuigen. Zijn eerste vliegtuig was de Iljoesjin Il-1. Het daaropvolgende model, de Iljoesjin Il-2 Sturmovik jager zou veel bekender worden en het toestel zou samen met de Iljoesjin Il-4 bommenwerper een van de meest gebruikte toestellen uit de Tweede Wereldoorlog worden. Na de oorlog begint Iljoesjin ook met het ontwerpen van civiele toestellen. De meest succesvolle waren de Iljoesjin Il-18 en de Iljoesjin Il-62 die tot op de dag van vandaag nog gebruikt worden.
In het monument van zijn graf op de Novodevitsjibegraafplaats te Moskou is een aantal Iljoesjin vliegtuigen verwerkt.

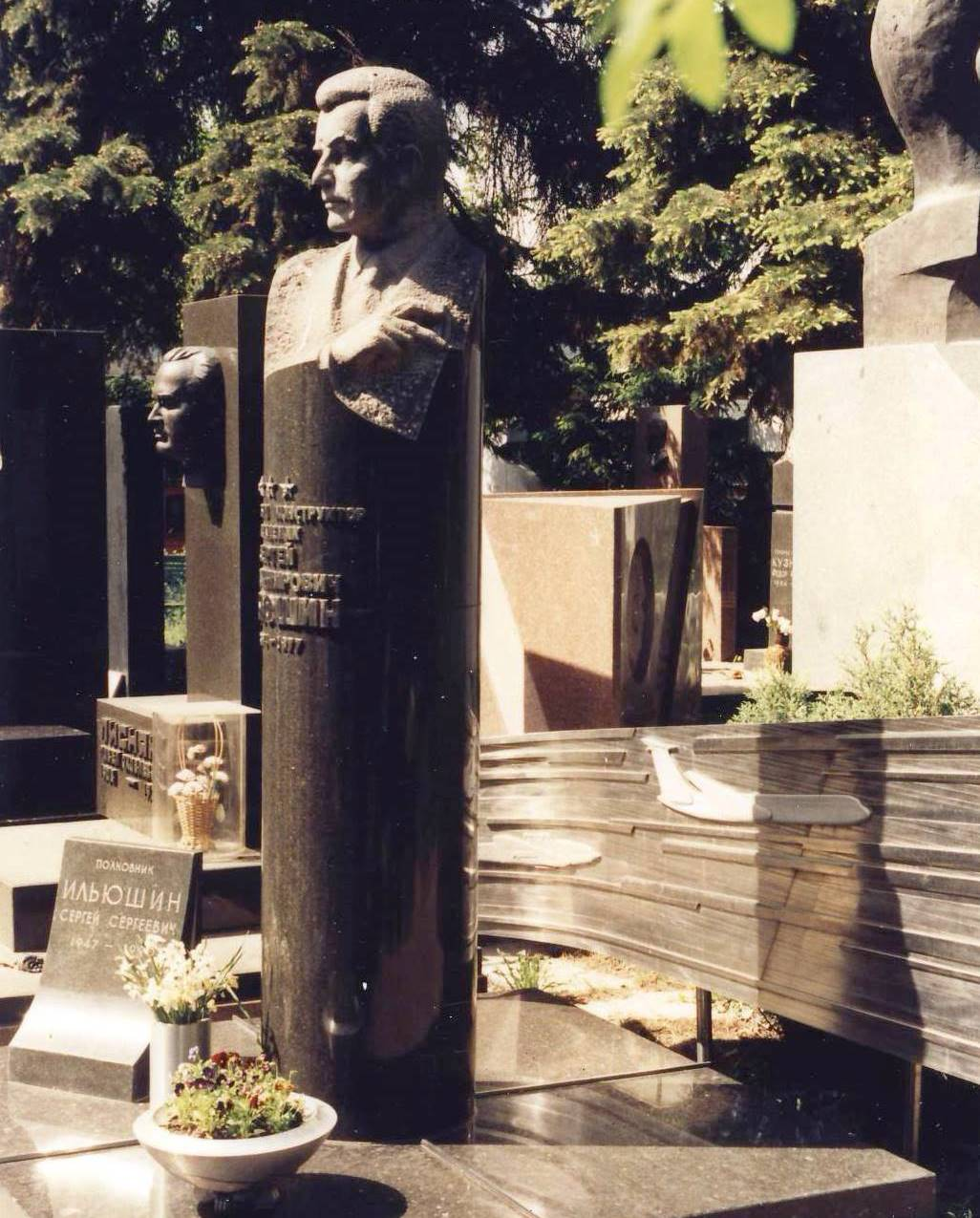
Sergej Iljoesjins graf op de Novodevitsjibegraafplaats in Moskou